# Maurizio Valenzi
Maurizio Valenzi (Túnez, Túnez, 16 de noviembre de 1909 – Acerra, Nápoles, Italia, 23 de junio de 2009) fue un político y pintor italiano. Miembro del Partido Comunista Italiano, fue entre los protagonistas de la Resistencia antifascista en Europa.

## Biografía
Nació en el seno de una familia judía originaria de la ciudad italiana de Livorno, asentada por varias generaciones en Túnez. Estudió pintura en la École des Beaux-arts de esta ciudad, abrazando las corrientes artísticas del vanguardismo bajo la influencia de Moses Levy. Entre 1930 y 1931, tuvo un estudio en Roma. En junio de 1932 volvió a Túnez, donde, entre 1935 y 1936, adhirió con otros italianos al Partido Comunista Tunecino (PCT). Inició su actividad política en el sur del país, entre los jornaleros agrícolas de Sfax y Yerba, que representó en pinturas y dibujos.
En 1937, durante el gobierno del Frente Popular francés, estuvo en París para ser un conducto entre los comunistas de Túnez y el centro del exterior del Partido Comunista Italiano (PCI). En la capital francesa también trabajó en la oficina del periódico Voce degli Italiani, cuyo director era Giuseppe Di Vittorio. En diciembre de 1939, se casó con Litza Cittanova y, en enero de 1941, nació su hijo Marco.
Tras volver a Túnez, en noviembre de 1941 fue detenido y torturado con descargas eléctricas; resistió a los interrogatorios, fue condenado a cadena perpetua y a trabajos forzados por el régimen colaboracionista de Vichy y fue internado durante un año en Lambèse, Argelia. Desde julio a noviembre de 1942, fue internada también su esposa. En marzo de 1943, Valenzi fue liberado por los Aliados. El PCI lo envió a Nápoles, donde llegó en enero de 1944 para preparar el regreso de Palmiro Togliatti desde la Unión Soviética. Después de la guerra se quedó en Nápoles.
Fue elegido senador en las filas del PCI durante tres legislaturas, desde 1953 a 1968. Después de 1968 reanudó su actividad de pintor. Desde 1970 a 1975, fue concejal en Nápoles y, desde septiembre de 1975 a abril de 1983, fue alcalde de esta ciudad. En la misma época, entró a formar parte del Comité Central del PCI. Después del terremoto de Irpinia de 1980, en calidad de alcalde, fue nombrado comisario extraordinario para la reconstrucción.
En 1984 fue elegido eurodiputado, cargo que desempeñó hasta 1989. Murió casi centenario en 2009; el funeral tuvo lugar en el Castel Nuovo. El mismo año, sus hijos Marco y Lucia fundaron la Fondazione Valenzi, presentada ante el Presidente de la República Italiana Giorgio Napolitano, excompañero de partido de Maurizio.